# Council area

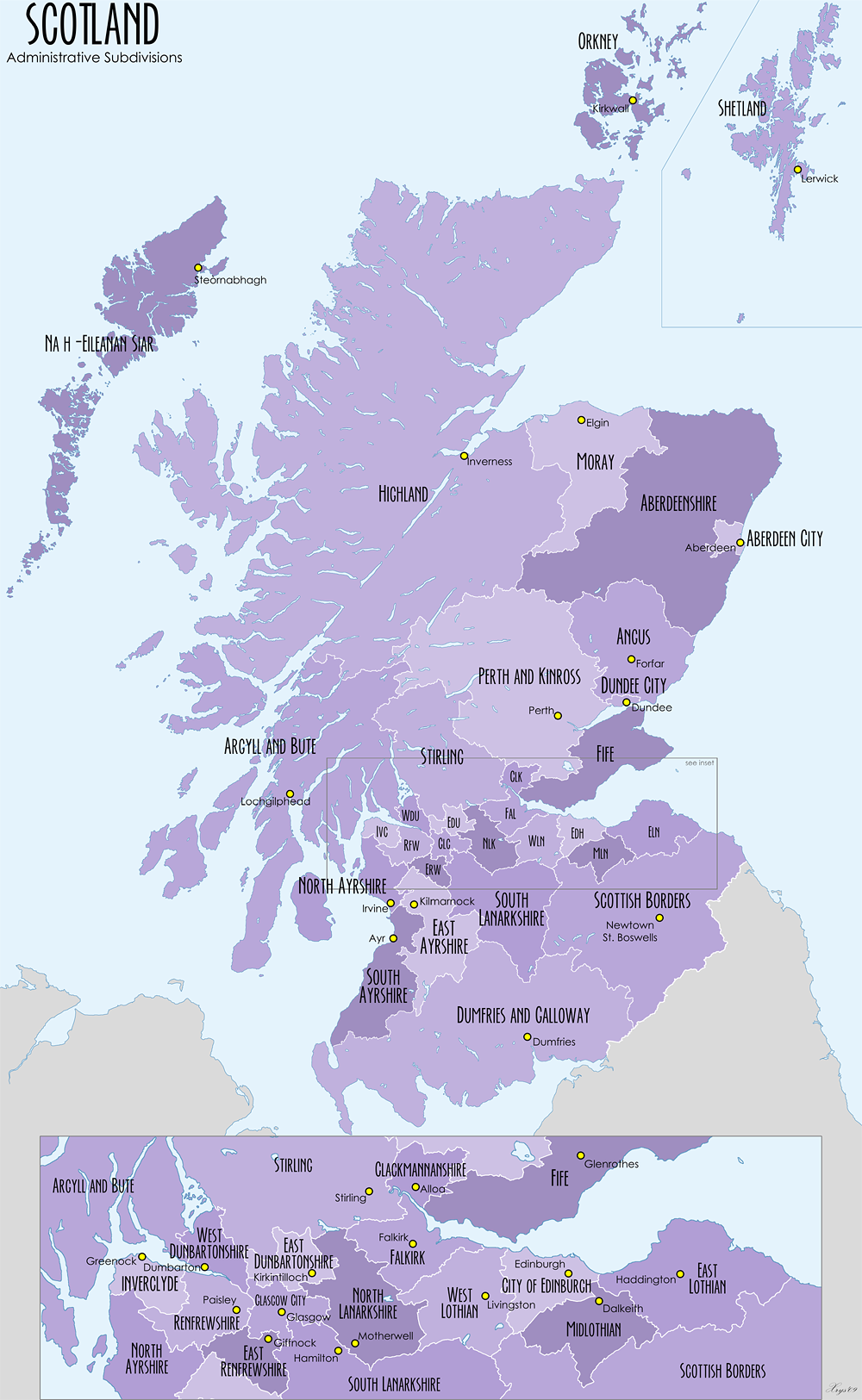
Council areas della Scozia

Le Council area (lett. "area consiliare") della Scozia sono la suddivisione territoriale municipale del Paese, istituite nel 1994 con il Local Government etc. (Scotland) Act 1994.
Si pongono al di sotto dell'amministrazione regionale scozzese, e sono pari a 32.

## Lista
| Localizzazione | Area                       | Capoluogo            | Superficie (km²) | Popolazione (2011) |
| -------------- | -------------------------- | -------------------- | ---------------- | ------------------ |
|                | Aberdeen                   | -                    | 182              | 222 800            |
|                | Aberdeenshire              | Aberdeen             | 6 317            | 253 000            |
|                | Angus                      | Forfar               | 2 184            | 116 000            |
|                | Argyll e Bute              | Lochgilphead         | 7 023            | 88 200             |
|                | Ayrshire Meridionale       | Ayr                  | 1 230            | 112 800            |
|                | Ayrshire Orientale         | Kilmarnock           | 1 275            | 122 700            |
|                | Ayrshire Settentrionale    | Irvine               | 888              | 138 200            |
|                | Clackmannanshire           | Alloa                | 158              | 51 400             |
|                | Dumfries e Galloway        | Dumfries             | 6 446            | 151 300            |
|                | Dundee                     | -                    | 55               | 147 300            |
|                | Dunbartonshire Occidentale | Dumbarton            | 176              | 90 700             |
|                | Dunbartonshire Orientale   | Kirkintilloch        | 176              | 105 000            |
|                | East Lothian               | Haddington           | 666              | 99 700             |
|                | Ebridi Esterne             | Stornoway            | 3 070            | 27 700             |
|                | Edimburgo                  | -                    | 260              | 516 600            |
|                | Falkirk                    | Falkirk              | 293              | 156 000            |
|                | Fife                       | Glenrothes           | 1 340            | 365 200            |
|                | Glasgow                    | -                    | 175              | 612 200            |
|                | Highland                   | Inverness            | 30 659           | 232 100            |
|                | Inverclyde                 | Greenock             | 167              | 81 500             |
|                | Isole Orcadi               | Kirkwall             | 1 025            | 21 400             |
|                | Isole Shetland             | Lerwick              | 1 471            | 23 200             |
|                | Lanarkshire Meridionale    | Hamilton             | 1 778            | 313 800            |
|                | Lanarkshire Settentrionale | Motherwell           | 476              | 337 800            |
|                | Lothian Occidentale        | Livingston           | 427              | 175 100            |
|                | Midlothian                 | Dalkeith             | 350              | 83 200             |
|                | Contea di Moray            | Elgin                | 2 237            | 93 300             |
|                | Perth e Kinross            | Perth                | 5 395            | 146 700            |
|                | Renfrewshire               | Paisley              | 263              | 174 900            |
|                | Renfrewshire Orientale     | Giffnock             | 168              | 90 600             |
|                | Scottish Borders           | Newtown St. Boswells | 4 727            | 113 900            |
|                | Stirling                   | Stirling             | 2 243            | 90 200             |